# Tibellus orientis
Tibellus orientis es una especie de araña cangrejo del género Tibellus, familia Philodromidae. Fue descrita científicamente por Efimik en 1999.

## Distribución
Esta especie se encuentra en Rusia (Sur de Siberia, Lejano Oriente) y China.